# Piquet (Militär)
Mit Piquet wurde in der französischen Armee des Ancien Régime eine temporäre Einheit bezeichnet, die aus den 50 besten (in der Regel) Grenadieren eines Infanterieregiments bestand und die bei Bedarf zur Bereinigung prekärer Situationen eingesetzt wurde. Hauptsächlich wurde das Verfahren während des Siebenjährigen Krieges in Europa und in Neufrankreich angewendet. Auch die Jäger zu Fuß bedienten sich einer solchen Taktik.

## Ursprünge
Die kleinen Gruppen von Soldaten, die abseits oder vor der Linie der aufgestellten Infanterieregimenter auf den Schlachtfeldern kämpften, wurden zunächst Tirailleurs (Scharfschützen) genannt. Diese Taktik wurde seit der Regentschaft Philipps von Orléans (1715–1723) mehr und mehr angewandt.
Die um die 50 Mann starken Piquets wurden außerdem als Stoßtrupp punktuell eingesetzt, wenn es darum ging, einen verschanzten Waldrand, ein Dorf oder ein befestigtes Bauwerk anzugreifen.
Die Verbesserung der Bewaffnung ermöglichte es einem geübten Schützen, bis zu zwei Schuss in der Minute abzugeben. Bis 1727 wurden Piquets-Ausbildungslager eingerichtet, um den Soll-Personalbestand an fähigen Soldaten zu gewährleisten. Während des Österreichischen Erbfolgekriegs wurde das System der Piquets speziell durch den Maréchal de Saxe nahezu perfektioniert. Im Siebenjährigen Krieg war die Taktik voll ausgebildet und bewährte sich unter anderem bei den Kämpfen in Nordamerika, wo die Unzugänglichkeiten des Geländes es oftmals nicht gestatteten, Schlachten wie die am Monongahela durchzuführen, sondern wo man auf die Aktivitäten des Kleinkrieges angewiesen war.

## Beispiele
- Während der Schlacht am Lake George im September 1755 kommandierte Jean-Armand Dieskau zwei Piquets der Grenadiere und einiger anderer franko-amerikanischer Kämpfer.
- Zwei Jahre später bildete Louis-Joseph de Montcalm fünf Piquets zu je 50 Mann, kommandiert von François-Médard de Poularies während der Belagerung von Fort William Henry im Winter 1757 (ein Piquet Grenadiere, ein Piquet aus dem Régiment de La Sarre, ein Piquet aus dem Régiment Royal-Roussillon, ein Piquet aus dem Régiment de Languedoc und ein Piquet aus dem Régiment de Béarn). Die Piquets kämpften zusammen mit den Marines, der kanadischen Miliz und den verbündeten Indianerstämmen.[1]